# Hagshu
Der Hagshu ist ein Berg im Kishtwar-Himalaya, einer Gebirgsregion im Westhimalaya zwischen den indischen Unionsterritorien Jammu und Kashmir und Ladakh.
Der Hagshu besitzt eine Höhe von 6515 m. Er befindet sich an der Grenze der beiden Distrikte Kargil und Kishtwar.
Der Berg liegt an der Wasserscheide zwischen Chanab und Zanskar.

## Besteigungsgeschichte
Der Hagshu wurde am 9. September 1989 von den beiden Polen Dariusz Załuski und Paweł Józefowicz ohne Permit erstbestiegen.
Am 16. September 1989 erreichte auch eine britische Expedition (Phil Booth, Max Halliday und Ken Hopper) mit Permit den Gipfel.
Am 29./30. September 2014 bestiegen die slowenischen Bergsteiger Marko Prezelj, Luka Lindič und Aleš Česen den Hagshu über dessen Nordwand (ED, 70°–90°, III). Für diese Leistung wurden sie mit dem Piolet d’Or ausgezeichnet.
Am 6. Oktober 2014 bestiegen die beiden Briten Mick Fowler und Paul Ramsden den Hagshu über die Nordostwand.